# Diócesis de Jasikan
La diócesis de Jasikan (en latín: Dioecesis Iasikanensis y en inglés: Roman Catholic Diocese of Jasikan) es una circunscripción eclesiástica de la Iglesia católica en Ghana. Se trata de una diócesis latina, sufragánea de la arquidiócesis de Acra. Desde el 19 de diciembre de 1994 su obispo es Gabriel Akwasi Abiabo Mante.

## Territorio y organización
La diócesis tiene 10 902 km² y extiende su jurisdicción sobre los fieles católicos de rito latino residentes en 5 distritos de la región del Volta: Jasikan, Kadjebi, Krachi Oeste, Krachi Este y Nkwanta Sur.
La sede de la diócesis se encuentra en la ciudad de Jasikan, en donde se halla la Catedral de San Pedro Claver.
En 2021 en la diócesis existían 15 parroquias.

## Historia
La diócesis fue erigida el 19 de diciembre de 1994 con la bula Progrediens del papa Juan Pablo II, derivando el territorio de la diócesis de Keta-Ho (hoy diócesis de Keta-Akatsi).

## Estadísticas
Según el Anuario Pontificio 2022 la diócesis tenía a fines de 2021 un total de 171 700 fieles bautizados.
| Año                                                                             | Población            | Población | Población      | Sacerdotes | Sacerdotes    | Sacerdotes    | Bautizados por sacerdote | Diáconos permanentes | Religiosos | Religiosos | Parroquias |
| Año                                                                             | Bautizados católicos | Total     | % de católicos | Total      | Clero secular | Clero regular | Bautizados por sacerdote | Diáconos permanentes | Varones    | Mujeres    | Parroquias |
| ------------------------------------------------------------------------------- | -------------------- | --------- | -------------- | ---------- | ------------- | ------------- | ------------------------ | -------------------- | ---------- | ---------- | ---------- |
| 1999                                                                            | 145 952              | 554 411   | 26.3           | 24         | 24            |               | 6081                     |                      |            | 10         | 10         |
| 2000                                                                            | 146 743              | 554 745   | 26.5           | 26         | 26            |               | 5643                     |                      |            | 9          | 10         |
| 2001                                                                            | 160 439              | 551 436   | 29.1           | 27         | 27            |               | 5942                     |                      |            | 11         | 13         |
| 2002                                                                            | 150 785              | 554 745   | 27.2           | 31         | 30            | 1             | 4864                     |                      | 1          | 10         | 13         |
| 2003                                                                            | 146 885              | 557 095   | 26.4           | 30         | 29            | 1             | 4896                     |                      | 1          | 11         | 13         |
| 2004                                                                            | 147 688              | 557 828   | 26.5           | 33         | 32            | 1             | 4475                     |                      | 1          | 12         | 13         |
| 2006                                                                            | 147 815              | 582 000   | 25.4           | 27         | 27            |               | 5474                     |                      |            | 10         | 13         |
| 2013                                                                            | 148 670              | 568 771   | 26.1           | 42         | 40            | 2             | 3539                     |                      | 2          | 5          | 15         |
| 2016                                                                            | 153 500              | 782 737   | 19.6           | 37         | 33            | 4             | 4148                     |                      | 4          | 9          | 15         |
| 2019                                                                            | 164 300              | 839 400   | 19.6           | 39         | 36            | 3             | 4212                     |                      | 3          | 12         | 15         |
| 2021                                                                            | 171 700              | 877 400   | 19.6           | 37         | 34            | 3             | 4640                     |                      | 3          | 12         | 15         |
| Fuente: Catholic-Hierarchy, que a su vez toma los datos del Anuario Pontificio. |                      |           |                |            |               |               |                          |                      |            |            |            |

## Episcopologio
- Gabriel Akwasi Abiabo Mante, desde el 19 de diciembre de 1994